# В списках не значился (фильм)
«В списках не значился» — российский драматический фильм на тематику Великой Отечественной войны, снятый режиссёром Сергеем Коротаевым по одноимённой повести Бориса Васильева. Главные роли в фильме исполнили Владислав Миллер и Владимир Машков. Предпремьерный показ состоялся 28 апреля 2025 года в кинотеатре «Октябрь». Всероссийская премьера картины состоялась 1 мая 2025 года.

## Сюжет
21 июня 1941 года. Лейтенант Николай Плужников направляется в Брест для прохождения военной службы. Перед прибытием он с сослуживцами останавливается в ресторане, где знакомится с музыкантом, который помогает ему добраться до места службы, куда также направляется племянница музыканта, Мирра, работающая поварихой.
22 июня 1941 года. Начинается Великая Отечественная война. Николай, не зачисленный в ряды военнослужащих, принимает участие в обороне Брестской крепости, несмотря на потери ряда своих товарищей.

## В ролях
| Актёр                    | Роль                      |
| ------------------------ | ------------------------- |
| Владислав Миллер         | Николай Плужников         |
| Владимир Машков          | старшина Степан Матвеевич |
| Алёна Морилова           | Мирра                     |
| Павел Чернышёв           | Сальников                 |
| Яна Сексте               | тётя Христя               |
| Наталья Качалова         |                           |
| Виталий Егоров           | Свицкий                   |
| Евгений Миллер           | сержант Федорчук          |
| Никита Уфимцев           |                           |
| Павел Шевандо            | лейтенант                 |
| Александр Кузьмин        | замполитрук               |
| Юрий Уткин               | Гюнтер фон Клюге          |
| Григорий Пахомов         |                           |
| Вадим Сквирский          |                           |
| Анастасия Грибулина      |                           |
| Валерия Моисеева         |                           |
| Елена Коробейникова      | женщина                   |
| Тимур Базинский          | Муссолини                 |
| Николай Герман           | старший команды           |
| Егор Манаков             | Вася Волков               |
| Азат Алимбаев            | Круглоголовый             |
| Степан Фромичев-Корсаков | польский мальчик          |
| Дмитрий Брауэр           | немецкий офицер           |
| Янина Малинчик           | дежурная вокзала          |
| Дмитрий Мельников        | штурмовик                 |
| Эльдар Черкин            |                           |
| Эдуард Богдасаров        | штурмовик                 |
| Александр Захарченко     | раненый боец              |
| Наталия Моисеева         | женщина                   |
| Екатерина Головкова      | женщина                   |
| Сергей Агейчик           | красноармеец              |
| Григорий Нечаев          | пограничник               |
| Олег Андреев             | немец                     |
| Михаил Коновалов         | полицай                   |
| Станислав Святник        |                           |
| Илья Самойлов            | штурмовик                 |
| Мелания Бекашова         | сестрёнка комсомольца     |
| Александр Пойлов         | пограничник               |
| Кирилл Бобылев           | Машков                    |
| Михаил Фридрих           | немецкий солдат           |
| Виталий Коновалов        | штурмовик                 |
| Тихон Кононович          | раненый боец              |
| Елена Соколова           | женщина                   |
| Виктория Цыганкова       |                           |
| Денис Мотков             | немецкий конвоир          |
| Евгений Хананьев         | мальчик                   |

## Производство
Съёмки фильма начались осенью 2024 года. Фильм снимался в Бресте, Минске и Московской области. Для фильма была построена копия Брестской крепости на территории кинопарка «Москино» в Москве, а также был воссоздан интерьер собора Святого Казимира. Авторы фильма, в свою очередь, позиционируют его как «главный кинопроект страны». По их словам, бюджет фильма составил 1 миллиард рублей.
Как отмечал Владислав Миллер, исполнитель главной роли Николая Плужникова, актёров специально гримировали для передачи «ужасов окопной жизни войны», отпечатанных на лицах героев фильма. Съёмочный процесс завершился в конце декабря 2024 года.
«В списках не значился» стал фильмом открытия 47-го Московского международного кинофестиваля. 28 апреля 2025 года состоялся предпремьерный показ фильма в кинотеатре «Октябрь» в Москве. Всероссийская премьера фильма была приурочена к 80-летию Дня Победы и состоялась 1 мая 2025 года.

## Критика
Кинообозреватель «Ленты.ру» Ярослав Забалуев отмечал, что построение сцен в фильме выглядит «очень дорогим спектаклем», которое, по его мнению, делает фильм «очень цельным и зрелищным произведением». Он написал, что по качеству изображения, фильм «не уступает западному фильму „Блиц“ или сериалу „Властелины воздуха“».
Юлия Шагельман («Коммерсантъ») писала, что фильм «хоть и близок к первоисточнику», но «охристо-коричневая цветокоррекция, придаёт изображению сюрреалистический эффект „зловещей долины“, будто нарисованной нейросетью, который усиливается с началом боёв».
Вадим Богданов («InterMedia») писал, что у фильма «есть все шансы стать фильмом с наибольшим зрительским потенциалом среди всех отечественных картин, снятых к 80-летию Победы в Великой Отечественной войне». Он охарактеризовал картину как «зрелищную и дорогую историческую реконструкцию с очень неплохим началом», однако в то же время отметил, что «Брестская крепость» Александра Котта «всё-таки на несколько голов выше и всё ещё лучший российский фильм по заданной теме».
Никита Демченко («Кинопоиск») написал, что режиссёр фильма «погружает зрителя в кровавый круговорот демонстрацией достижений художественного цеха», в то же время положительно оценив операторскую работу Игоря Гринякина. В завершении своей статьи он подчеркнул, что фильм напоминает «диораму из музея-мемориала».